# Reconnaissance (philosophie)
Pour les articles homonymes, voir reconnaissance.
La reconnaissance en philosophie est un thème particulièrement traité par Hegel, Charles Taylor, Paul Ricœur et Axel Honneth, ce dernier ayant développé la « théorie de la reconnaissance ».
En 1971, la Théorie de la justice de John Rawls (section 67) opposant le respect de soi à la honte comme l'un des « biens premiers ».
En 2004, Paul Ricœur dans son Parcours de la reconnaissance insiste sur le regard que chacun porte sur ses capacités autant que sur celles des autres : « On échange des dons et non des places ».

## La reconnaissance chez Hegel
- Si vous ne connaissez pas le sujet, laissez ce bandeau (vous pouvez alors contacter les auteurs).
- Si vous supprimez le contenu mis en cause (vous pouvez préalablement contacter les auteurs),

argumentez précisément cette suppression dans la page de discussion
(un manque de référence n'est pas un argument ; une recherche réelle de référence doit avoir été effectuée, être formellement documentée).
Hegel (1802, 1805) est un philosophe qui a notamment travaillé sur la reconnaissance en toile de fond de ses écrits. Avant lui Machiavel (1532), Hobbes (1651) ou Fichte[Quand ?]  vont s'y intéresser mais considérant l'Homme à travers une vision de « Lutte pour l'existence » considérant que les individus sont dans un état permanent de rivalité et d'hostilité. 
Pour Hegel, il existe trois sphères de reconnaissance selon un degré toujours plus fort d'autonomie accordé au sujet : l'amour, le droit et l'éthicité. Honneth (1992) a créé à partir de ce triptyque sa « théorie de la reconnaissance » avec trois types de reconnaissance : 
- La « reconnaissance amoureuse » correspond aux besoins physiques et psychiques fondamentaux à travers la « confiance en soi » apporté par les proches.
- La « reconnaissance juridique » qui repose sur la garantie des droits fondamentaux entre les individus permettant le « respect de soi ».
- La « reconnaissance culturelle » qui est le fait d'apporter une contribution sociale à la société permettant « l'estime de soi ».

Hegel s'intéresse ensuite à l'injustice dans la reconnaissance. Cette injustice dans la reconnaissance correspond à ce que l'on pourrait appeler une atteinte dans l'honneur de la personne ou de l'individu. Les individus doivent en effet être reconnus pour pouvoir créer un rapport positif avec eux-mêmes. L'atteinte morale est un traumatisme psychique et une abolition des attentes de l'individu vis-à-vis de la société. Cela peut donc conduire à une auto-marginalisation de l'individu, à une perte de respect de soi, destruction du potentiel d'épanouissement.
Il existe trois types d'atteintes corollaires des trois sphères précédemment définies :
- Atteinte au milieu affectif ou l'intégrité physique : cela peut venir de l'entourage proche, comme de l'État.
- Atteinte à l'autonomie morale : atteinte aux droits.
- Atteinte aux capacités d'un individu : stigmatisation sociale par exemple (mise au placard dans le domaine de l'entreprise par exemple).

Ces atteintes sont des injustices car les êtres humains doivent être à l'abri de ce genre d'atteinte afin de construire leur identité, construction des identités qui est un prérequis au bien-être social.
En conclusion, pour Hegel, il faut trois formes de reconnaissance :
1. Reconnaissance de la personne par le soin et l'amour.
2. Reconnaissance des droits par l'attribution et le respect des droits de l'individu.
3. Reconnaissance mutuelle dans la sphère étatique des capacités de l'individu par la société.

C'est seulement lorsque les injustices sont éliminées et ces reconnaissances pratiquées que l'on peut parler d'intégrité personnelle et d'identité individuelle. Ces trois formes ne sont malheureusement pas souvent conciliables. La tension peut être résolue seulement si chaque personne agit de manière responsable ou morale.
Pour Axel Honneth (2006, p. 252)[Quoi ?] qui a poursuivi ces travaux la reconnaissance renvoie à « des pratiques ou des conceptions par lesquelles des sujets individuels ou des groupes sociaux se voient confirmés dans certaines de leurs qualités ».
Ces perspectives théoriques se déploient dans les autres disciplines car la reconnaissance est un concept transdisciplinaire : psychologie, sociologie, anthropologie, sciences de gestion, voire histoire ou encore biologie.

## Les apports de Paul Ricœur
La reconnaissance présente pour Paul Ricœur deux dimensions l'une active, qui est le fait de reconnaître l'autre, et l'autre passive, qui correspond à la demande pour être reconnu,. Être reconnu pour Ricœur c'est : « le recours à autrui pour [mener] à la certitude personnelle "qu’a un agent humain concernant ses capacités" et un statut social ». Dans son Parcours de la reconnaissance, Ricœur aborde les différentes définitions de la reconnaissance et sa nature polysémique.

## En philosophie politique et sociale
La reconnaissance trouve application dans des pendants politiques et sociaux de la philosophie. Elle fait désormais partie du champ lexical des luttes sociales. Plus encore, elle peut servir d'outil analytique des subjectivités et leur contrôle, ou dans les cas le plus extrêmes, la négation de ces subjectivités. Ces études en philosophie, inspirée des sciences sociales, cherchent à comprendre la « condition comme « opération d'objectivation » par laquelle les structures et les normes sociales se traduisent dans la vie quotidienne […] dans la manière d'être vis-à-vis de soi, des autres et du monde, et l'expérience, comme « opération de subjectivation » par laquelle les gens donnent forme et sens à ce qu'ils vivent ». Ces luttes pour la reconnaissance, comme dans le cas d'une minorité sociale ou ethnique qui demande à être reconnue par un État, sont également celles pour la visibilité sociale. Bref, les études sur les luttes pour la reconnaissance cherchent à voir comment les normes sociales et le pouvoir influencent notre propre perception de nous-mêmes et des autres. « Il s'agit alors d'analyser des rapports complexes et instables entre agentivité et gouvernementalité et les liens multiples qui se nouent entre puissance d'action individuelle, interactions sociales, institutions, savoirs et socio-histoires.»

## Pour aller plus loin